# Olaf Scholz

Olaf Scholz (Osnabrück, 14. lipnja 1958.), njemački je političar koji je od prosinca 2021. do svibnja 2025. obnašao dužnost kancelara Njemačke.  Prethodno je bio vicekancelar Angele Merkel i ministar financija od 2018. do 2021. Bio je i prvi gradonačelnik Hamburga od 2011. do 2018. te je bio zamjenik čelnika Socijaldemokratske partije (SPD) od 2009. do 2019. Na saveznim izborima u Njemačkoj 2021., iz kojih je SPD izašao kao najjača parlamentarna stranka, Scholz je bio kandidat svoje stranke za kancelara. SPD, Savez 90/Zeleni i FDP dogovorili su se o formiranju koalicijske vlade (koalicija semafor) 24. studenog 2021. godine. Nakon što je 7. prosinca potpisan koalicijski sporazum, Scholz je 8. prosinca 2021. u Bundestagu izabran za njemačkog kancelara. 
Scholz je odvjetnik i pozvan je u odvjetničku komoru 1985. godine, specijalizirajući se za radno pravo. Postao je član SPD-a 1970-ih i bio je član Bundestaga od 1998. do 2011. Služio je u vladi Hamburga pod vodstvom prvog gradonačelnika Ortwina Rundea 2001., prije nego što je izabran za glavnog tajnika SPD-a 2002. kasnije je ušao u Prvu vladu Merkel 2007. kao ministar rada i socijalnih pitanja. Nakon što je SPD napustio Vladu nakon izbora 2009., Scholz se vratio na čelo SPD-a u Hamburgu. Doveo je svoju stranku do pobjede na državnim izborima u Hamburgu 2011. i postao prvi gradonačelnik, držeći tu poziciju do 2018. godine.

## Rani život
Scholz je rođen 14. lipnja 1958. u Osnabrücku, Donja Saska, ali je odrastao u hamburškoj četvrti Rahlstedt. Njegovi roditelji su radili u tekstilnoj industriji. Ima dva mlađa brata, Jensa Scholza, anesteziologa i izvršnog direktora Sveučilišnog medicinskog centra Schleswig Holstein i Inga Scholza, tehnološkog poduzetnika. Olaf Scholz je pohađao osnovnu školu Bekassinenau u Oldenfeldeu, ali je potom prešao u osnovnu školu Großlohering u Großloheu. Nakon što je 1977. završio srednju školu, počeo je studirati pravo na Sveučilištu u Hamburgu 1978. u sklopu jednostupanjske pravne izobrazbe. Kasnije se zaposlio kao pravnik specijaliziran za radno pravo. Scholz se pridružio Socijaldemokratskoj stranci sa 17 godina. 
Scholzova obitelj je tradicionalno luteranska i kršten je u Evangeličkoj crkvi u Njemačkoj; uglavnom ima svjetovne stavove i napustio je Crkvu u odrasloj dobi, ali je pozvao na uvažavanje kršćanske baštine.

## Ministar rada i socijalnih pitanja 2007 - 2009.
Godine 2007. Scholz se pridružio Vladi Merkel, naslijedivši Franza Münteferinga na mjestu ministra rada i socijalnih pitanja.

## Prvi gradonačelnik Hamburga 2011. – 2018.
Godine 2011. Scholz je bio vodeći kandidat SPD-a na državnim izborima u Hamburgu, koje je SPD osvojio s 48,3% glasova, zauzevši 62 od 121 mjesta u hamburškom parlamentu. Scholz je dao ostavku na mjesto zastupnika u Bundestagu 11. ožujka 2011., nekoliko dana nakon formalnog izbora za prvog gradonačelnika Hamburga; Dorothee Stapelfeldt, također socijaldemokrat, imenovana je njegovom zamjenicom.  
U svojstvu prvog gradonačelnika, Scholz je predstavljao Hamburg i Njemačku na međunarodnoj razini. Scholz je 7. lipnja 2011. prisustvovao državnoj večeri koju je u Bijeloj kući priredio predsjednik Barack Obama u čast kancelarke Angele Merkel. Kao domaćin godišnjeg domjenka na Dan sv. Matije za gradske i poslovne čelnike u Hamburgu, pozvao je nekoliko visokih počasnih gostiju u grad, uključujući francuskog premijera Jean-Marc Ayraulta 2013., premijera Davida Camerona iz Ujedinjenog Kraljevstva 2016. i kanadskog premijera Justina Trudeua 2017.
Scholz je 2015. predao Hamburgovu kandidaturu za domaćina Ljetnih olimpijskih igara 2024. s procijenjenim proračunom od 11,2 milijarde eura (12,6 milijardi dolara), natječući se protiv Los Angelesa, Pariza, Rima i Budimpešte; građani Hamburga, međutim, kasnije su na referendumu odbili kandidaturu grada, s više od polovice glasova protiv projekta.

## Vice - kancelar SR Njemačke i ministar financija 2018. – 2021.
Nakon dugog razdoblja formiranja vlade nakon saveznih izbora 2017., tijekom kojih su se CDU, CSU i SPD dogovorili o nastavku koalicije, Scholza su sve stranke prihvatile kao saveznog ministra financija. Scholz je prisegnuo zajedno s ostatkom Vlade 14. ožujka 2018., preuzimajući i ulogu vicekancelara Njemačke pod Angelom Merkel. Unutar svojih prvih mjeseci na vlasti, Scholz je postao jedan od najpopularnijih njemačkih političara, dosegnuvši ocjenu odobravanja za svoj rad od 50 posto.  
Kao odgovor na pandemiju COVID-19 u Njemačkoj, Scholz je izradio niz neviđenih paketa za spašavanje gospodarstva zemlje, uključujući paket poticaja od 130 milijardi eura u lipnju 2020., koji je zahvaljujući velikodušnim spasonosnim linijama za tvrtke i slobodnjake, kao i odlukom da zadrži tvornice otvorenima, izbjegao masovna otpuštanja i prebrodio krizu bolje od susjeda kao što su Italija i Francuska.

## Kandidatura za kancelara SR Njemačke 2020. i savezni izbori 2021.
Dana 10. kolovoza 2020. izvršni odbor stranke SPD složio se da će nominirati Scholza za stranačkog kandidata za njemačkog kancelara na saveznim izborima 2021. godine.[9] Scholz pripada centrističkom krilu SPD-a, a Die Tageszeitung je njegovu nominaciju smatrao opadanjem stranačke ljevice. Scholz je predvodio SPD do tijesne pobjede na izborima, osvojivši 25,8% glasova i 206 mjesta u Bundestagu. Nakon ove pobjede, smatralo se da je najvjerojatnije on sljedeći njemački kancelar u takozvanoj semafor koaliciji sa Zelenima i Slobodnom demokratskom strankom (FDP). 24. studenoga objavljeno je da su SPD, zeleni i FDP postigli koalicijski sporazum sa Scholzom kao novim njemačkim kancelarom. Glasovanje za izbor njega i njegove nove vlade zakazano je za 8. prosinca 2021.